# Taillevent (restaurant)
Pour les articles homonymes, voir Taillevent.
Le Taillevent est un restaurant gastronomique situé à Paris, créé en 1946, par André Vrinat.

## Histoire

### Origine
Son nom est un hommage à Guillaume Tirel, dit Taillevent, un cuisinier du XIVe siècle, maître de cuisine du duc de Normandie, Philippe de Valois, puis des rois Charles V, dit le Sage et Charles VI de France. Il est connu pour avoir écrit le premier véritable livre de cuisine en langue française, Le Viandier, à la demande de Charles V, roi de France.

### AuXXesiècle
En 1938, André Vrinat, formé à l'École des arts et métiers, achète un hôtel à Saint-Quentin, dans l'Aisne. Il est mobilisé lors de la Seconde Guerre mondiale et retrouve son hôtel entièrement détruit à son retour. Vrinat ouvre ensuite, en 1946, le Taillevent dans une salle à manger de la banque Worms, rue Saint-Georges, dans le IXe arrondissement à Paris ; le chef est alors Paul Cosnier.
Dès 1948, il obtient sa première étoile au Guide Michelin. Il emménage en 1950 dans l'ancien hôtel particulier du duc de Morny (demi-frère de Napoléon III), construit en 1852, qui fut une résidence familiale avant d'être le siège de l'ambassade du Paraguay. Le restaurant est situé au 15, rue Lamennais, dans le VIIIe arrondissement de Paris, près de l'avenue des Champs-Élysées.
En 1954, le Taillevent reçoit sa deuxième étoile sous la direction du chef Lucien Leheu. En 1962, Jean-Claude Vrinat, fils du fondateur, né le 12 avril 1936 à Villeneuve-l'Archevêque, près de Sens, en Bourgogne, élevé par les Oratoriens et diplômé de HEC Paris promotion 1959, fait ses débuts à ses côtés pour lui succéder.
En 1973, le Taillevent est noté trois étoiles au Guide Michelin qui distingue le chef Claude Deligne, rejoignant le cercle très fermé des restaurants français trois fois étoilés. Le chef Philippe Legendre dirige les cuisines à partir de 1990.
C'est l'un des premiers grands restaurants parisiens à briser l'exclusivité des vins de Bordeaux, en ouvrant sa cave à d'autres terroirs, comme les vins de Bourgogne.
Le Taillevent reste un des rares restaurants parisiens à donner une importance particulière au service en salle. Les maîtres d'hôtel, habillés en queue-de-pie[réf. nécessaire] , font les découpes des viandes, le dressage des assiettes, le flambage traditionnel des crêpes, etc., et ne sont pas relégués au service d'une assiette apprêtée en cuisine.

### Diversification

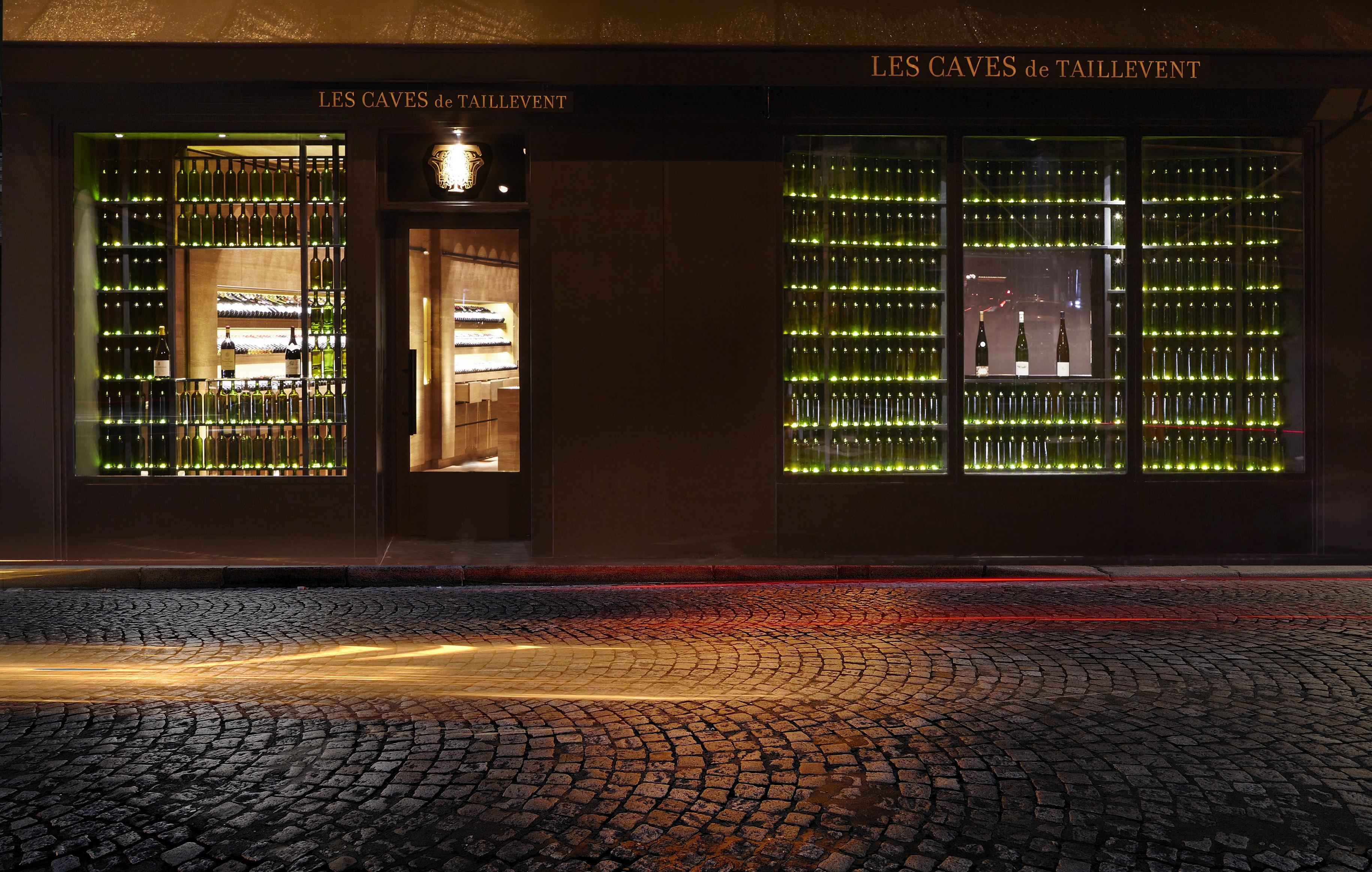
Vitrine : Les Caves de Taillevent, rue du Faubourg-Saint-Honoré, Paris.

Valérie Vrinat, fille de Jean-Claude, formée à l’École du Louvre, fait à son tour ses débuts chez Taillevent, en 1987. Cette même année voit s'ouvrir au 199, rue du Faubourg-Saint-Honoré, la cave à vin Les Caves de Taillevent. Elles sont sous la direction de Valérie Vrinat, qui ouvrira, en 1994, une boutique à Tokyo, au Japon.
En 1999, le chef Michel Del Burgo prend les commandes des cuisines. Deux ans plus tard, le Taillevent ouvre le restaurant L'Angle du Faubourg, situé au 195, rue du Faubourg-Saint-Honoré, à Paris, sous la direction de Michel Del Burgo, qui laisse sa place au chef Alain Solivérès. Alain Lecomte est alors chef-pâtissier.
En 2002, Valérie Vrinat rejoint son père à la direction du groupe familial. C'est également en 2002 qu'Alain Solivérès, auparavant à l’Hôtel Vernet, rejoint la maison Taillevent. Le restaurant L'Angle du Faubourg obtient une étoile au Michelin la même année.
En 2004, la décoration style Second Empire du restaurant est revue dans un style qui mêle art classique et art contemporain, à l'aide de boiseries d’époque Louis XVI, de sculptures de Machat, de peintures de Naggar et Bargoni.

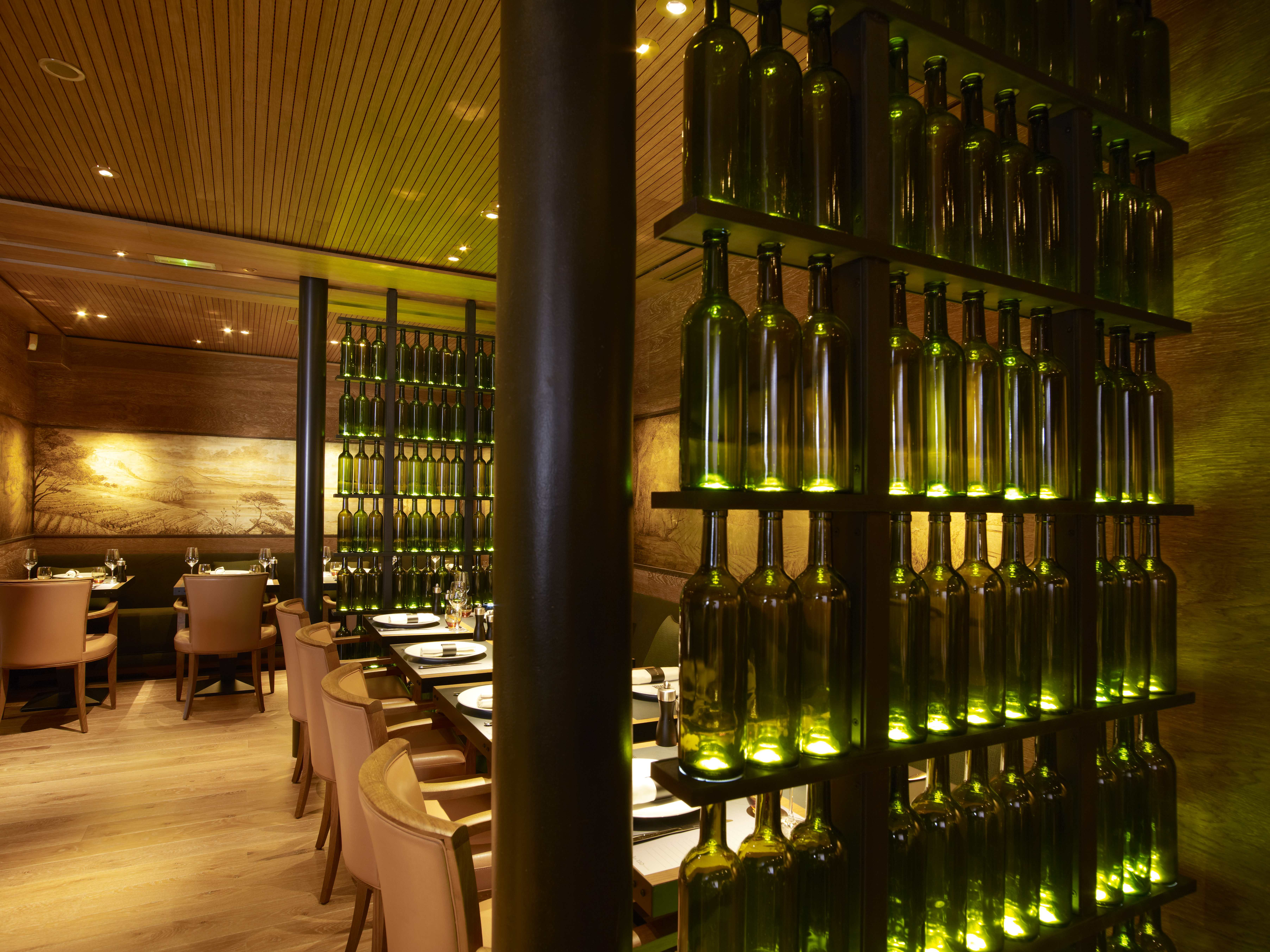
Le restaurant Les 110 de Taillevent à Paris, rue du Faubourg-Saint-Honoré.

En 2005, Les Caves de Taillevent déménagent à Marunouchi, un quartier de Tokyo. La même année ouvre un bar à vin Taillevent, également à Tokyo. 
Également la même année, une boutique Les Caves de Taillevent s'est ouverte au deuxième étage du Printemps Haussmann, à Paris. Cette dernière ferme en 2009. Les différentes activités du Taillevent sont gérées par la société holding SOCOGEM, qui regroupe les activités du restaurant Taillevent, des Caves de Taillevent et de L'Angle du Faubourg, avec une centaine de salariés et 16 millions d'euros de chiffre d'affaires en 2007.

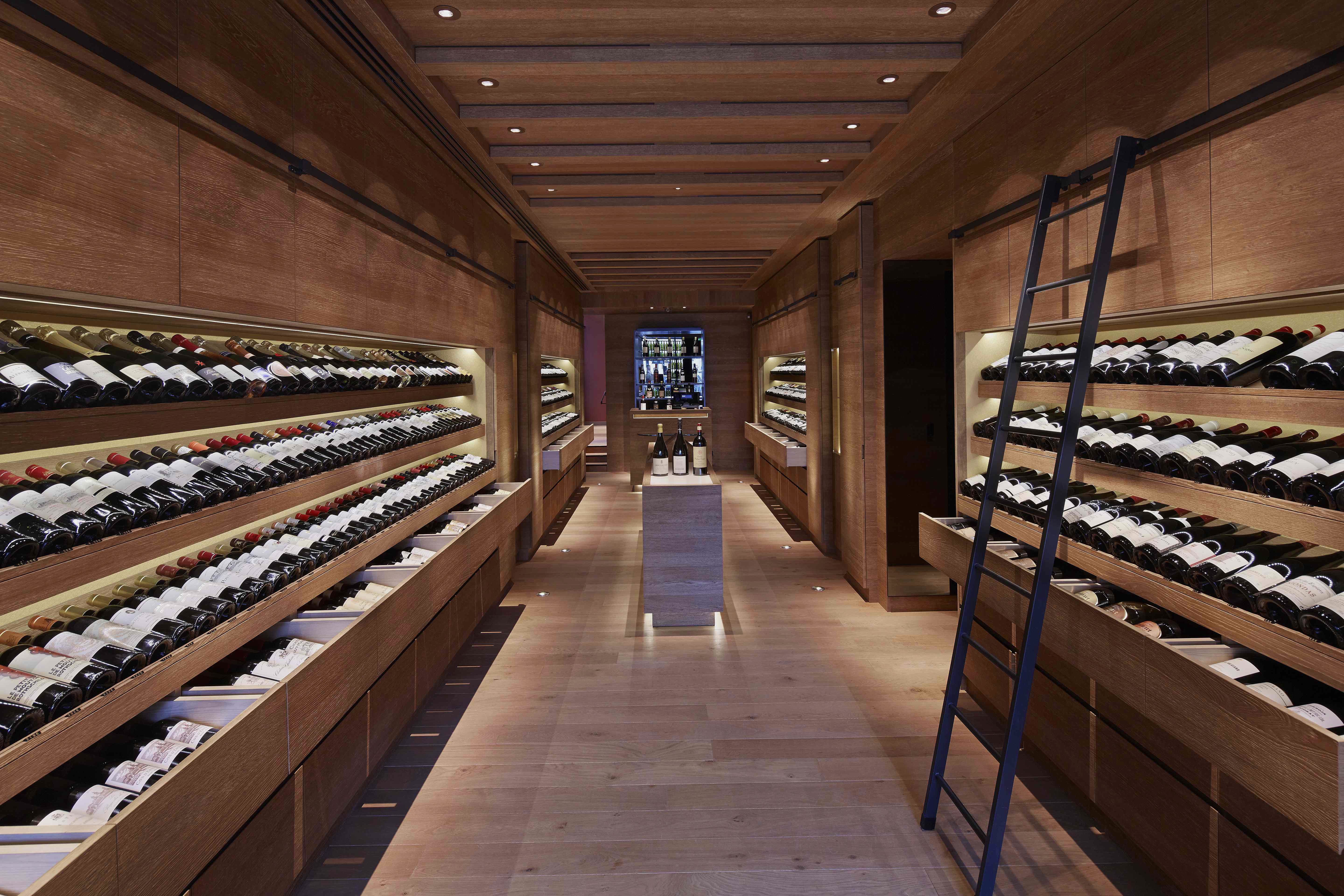
Les Caves de Taillevent, rue du Faubourg-Saint-Honoré, Paris.

En cuisine, Arnaud Vodounou, auparavant sous la direction d'Alain Leconte, et à la suite du départ de ce dernier, devient le chef pâtissier du Taillevent.
En 2007, le restaurant Taillevent apparaît au générique du film d'animation américain, Ratatouille. Les équipes du studio Pixar se sont en effet inspirées de l'atmosphère de travail du Taillevent, pour donner vie au restaurant étoilé qui joue un rôle central dans le film.

### Le rachat par les frères Gardinier
En janvier 2011, les frères Gardinier (Thierry, Stéphane, Laurent), propriétaires du Domaine Les Crayères (Relais & Châteaux à Reims) et du Château Phélan Ségur (Saint-Estèphe) acquièrent la maison Taillevent et ses différentes entités : le restaurant gastronomique Le Taillevent (2 étoiles Michelin), L’Angle du Faubourg et Les Caves de Taillevent.
L’Angle du Faubourg devient, un an plus tard (mai 2012), un tout nouveau restaurant baptisé Les 110 de Taillevent dont le concept, unique et exclusif, consiste à proposer 110 vins au verre. Avec chaque plat de la carte sont en effet proposés 4 références de vin différentes.
Depuis mars 2013, les Gardinier font rayonner Taillevent au-delà des frontières françaises, en inaugurant Les Caves de Taillevent, à Beyrouth.
Le restaurant Le Taillevent, table des accords mets et vins, propose, d'octobre à décembre 2013, un menu d'anthologie baptisé Les Cinq de Curnonsky, réunissant les cinq vins que le célèbre critique culinaire avait distingués en 1930 comme les meilleurs blancs du monde : le château d'Yquem, en sauternes, le montrachet pour la Bourgogne, la coulée-de-serrant, en Anjou, le château-grillet, dans la vallée du Rhône, et le château-chalon, dans le Jura.
En mars 2018, les frères Gardinier reprennent le restaurant Drouant.
En janvier 2019, le Taillevent perd sa deuxième étoile au Guide Michelin.

## Historique des chefs du restaurantTaillevent
- 1946-1950 : Paul Cosnier
- 1950-1970 : Lucien Leheu
- 1970-1991 : Claude Deligne
- 1991-1999 : Philippe Legendre
- 1999-2001 : Michel Del Burgo
- 2002-2018: Alain Solivérès
- 2018-2020 : David Bizet
- 2020 : Jocelyn Herland
- Depuis septembre 2021 : Giuliano Sperandio[10]

## Chronologie des établissementsTailleventParis
- 1950 : Taillevent, 15, rue Lamennais, dans le VIIIe arrondissement de Paris (1 étoile Michelin en 2019, 2 étoiles Michelin de 2007 à 2018, puis de 2019 à ce jour, 3 étoiles de 1973 à 2006).
- 1987 : Caves de Taillevent, Paris (en face du précédent).
- 1994 : Restaurant Taillevent-Robuchon, avec Joël Robuchon, à Tokyo, au Japon. S'arrête en 2004.
- 1994 : Caves de Taillevent, à Marunouchi, à Tokyo.
- 2001 : L'Angle du Faubourg, 195, rue du Faubourg-Saint-Honoré, VIIIe arrondissement de Paris (1 étoile Michelin en 2002).
- 2006 : Les Caves de Taillevent, au deuxième étage du grand magasin Printemps Haussmann à Paris.
- 2007 :  Le Taillevent perd sa troisième étoile au Guide Michelin.
- 2009 : Fermeture de la boutique à Marunouchi, au Japon (février).
- 2009 : Fermeture du Corner, au Printemps Haussmann (mars).
- 2011 : Acquisition de la maison Taillevent, par les frères Gardinier.
- 2012 : L'Angle du Faubourg devient Les 110 de Taillevent Paris.
- 2013 : Nouvel écrin pour Les Caves de Taillevent Paris au 228 rue du Faubourg Saint-Honoré Paris.
- 2013 : Ouverture de la boutique Les Caves de Taillevent à Beyrouth au Liban.
- 2015 : Ouverture du restaurant Les 110 de Taillevent à Londres, dans le quartier de Marylebone.
- 2018 : Ouverture de la boutique Les Caves de Taillevent à Tokyo.
- 2019 : Le Taillevent perd sa deuxième étoile au Guide Michelin.
- 2020 : Le Taillevent regagne sa deuxième étoile au Guide Michelin.

## Données économiques
La société Le Taillevent a été créée en 1955. Elle est immatriculée 552116923.
La fortune professionnelle de la famille Gardinier est estimée à 150 millions d'euros. 
|                          | 2013  | 2014  | 2015  | 2016  | 2017  |
| ------------------------ | ----- | ----- | ----- | ----- | ----- |
| Chiffre d'affaires en K€ | 5 586 | 6 371 | 5 037 | 4 097 | 4 366 |
| Résultat net en K€       | - 168 | + 75  | - 271 | - 573 | - 747 |
| Effectif                 | 45    | 45    | 46    | 46    | 48    |

## Accès
Ce site est desservi par la ligne 1 à la station de métro George V.